# تقليد إجرامي
التقليد الإجرامي- حيثيات النقل الثقافي القيم الاجرامية. تنتقل التقاليد الاجرامية من جيل لأخر كما الحال مع العادات الاجتماعية الأخرى الموجودة في المجتمع.
انخرط كل من كليفورد شو وهنري ماكاي في دراسات تعنى بالتقاليد الاجرامية. وقد وضعوا نظرية «النقل الثقافي» المُركزه على التطور في المدن الحضرية للسلوك الإجرامي المستديم بالتنقل من جيل لاخر بالرغم من التغير المستمر في الكثافه السكانية. تركز هذه النظرية على نظم القيم في مناطق مختلفة.
كما وتجدر الإشارة إلى نظرية «الارتباط التفاضلي» والتي وصف فيها ادوين ساذرلاند العمليات الي يتم من خلالها حصول الفرد على القيم الاجرامية. كما واكد ان هذا التصرف الإجرامي يتم تعلمه عن طريق الاحتكاك باشخاص سبق وتشبعوا بهكذا قيم.
يشير البحث الذي اشرف عليه مكاي وشو حول مفهوم الانتقال الثقافي، إلى وجود تقاليد اجتماعية أو فرعيه في المدن الكبيرة. وفقا لبحثهم، فان هكذا قيم تنمو ويتم الحفاظ عليها في المناطق التي تعاني من عدم الاستقرارية، ويُنظر لقيم ومعايير وسلوكيات المشاركين في التقليد الاجتماعي على أنها طبيعية.

## الفئات الاجتماعية الخاضعة للتقاليد الاجرامية
بما ان التقاليد غير المشخصة فهذا من شأنه أن يسهل انسيابية اطاعة المراهقين والفتيان مقارنة بالارشادات المباشرة من اشخاص اخرين، وهنا تكمن قوة هكذا تقليد. تأخذ معايير حياة العصابات التي فيها ارادة الاعضاء غالبا شكل التقاليد الاجتماعية.
في الثقافة التي يختفي فيها التجسيد، يجد المراهقين سهوله أكثر في اطاعتهم مقارنه باشخاص اخرين.  وفي ضوء هذه الخلفية فان التقاليد الاجرامية الموجوده ضمن الشباب خاصة في المؤسسات التعليمية والاصلاحية المنعزلة تعتبر خطيرة. يوجد نوعان من التقاليد في البيئة الاجرامية:
- قدمت الينا هذه التقاليد من بيئة اجرامية من الزمن القديم وتبلورت كما في وقتها الحالي، مع الأخذ بعين الاعتبار ظروف الحياة المجتمع والعلاقات المتخلخلة فيها؛

- التقاليد الجديدة التي ظهرت وتأسست في بيئة اجرامية ضمن ظروف حديثة واللائي ليس لها نظائر في الماضي.

في الوقت ذاته، هنالك تغير في القيم الاجرامية الحالية وبروز قيم أخرى. يعزى السبب لهذا، التغير في المجال الاقتصادي، الاجتماعي والقانوني.

## التقليد الإجرامي العالمي
الكثير من العمل بحاجة لأن يتم لمعرفة التقاليد الاجرامية العالمية في دول مختلفه من العالم. يوجد عدد كبير من الأعمال التي تتعلق بالتقليد الإجرامي في روسيا، ومكتوب بعدة لغات. يمكن أيضا تسليط الضوء على الأعمال التي انجزها جوني شتاينبرغ حول عصابات الارقام (من اخطر العصابات واقدمها في جنوب إفريقيا).

## آراء بديلة
هنالك رؤية تنص على استحالة اعتبار تقاليد البيئة الاجرامية  كتصرفات مؤذية وضد المجتمع حيث تساهم بعض هذه التقاليد ومن ضمنها زنزانات الحبس الاحتياطي في الحفاظ على المعايير الصحية والنظافة في داخل اروقه السجن.

## التقاليد الاجرامية الروسية
مؤيدوا التقاليد الاجرامية في التقاليد الروسية للاجرام يتميزون بالمشاركة الفاعلة في حياة «مجتمع اللصوص»؛ حيث يقتاتون على الاصول المستحصل عليها عن طريق الاجرام؛ بالإضافة للدعاية للعادات والتقاليد الخاصة باللصوص،  و الاسلوب الإجرامي في الحياة؛ الإلزام على الاحتفاظ بكلمه خاصة ليس فقط أمام «الاخوة» الاعضاء في العصابة بل امام شركاء الجريمة أيضاً. كما ويشمل أيضاً تنظيم جمع ومراقبة استخدام الاموال، التوجيه ومساعدة المحتجزين والمحكوم عليهم، مثل جمعية «المشردين» و «السجناء الشرفاء» والحرص على الامتثال لقرارات التجمعات المطالبة ب «الأخوة» ومتابعة امتثالهم؛ كذلك تنظيم مواجهة أجهزة الدولة الروسية.